# جاکوپو فورتوناتو
جاکوپو فورتوناتو (انگلیسی: Jacopo Fortunato؛ زادهٔ ۳۱ ژانویهٔ ۱۹۹۰) بازیکن فوتبال اهل ایتالیا است.
از باشگاه‌هایی که در آن بازی کرده‌است می‌توان به باشگاه فوتبال کومو، باشگاه فوتبال اینتر میلان، و باشگاه فوتبال اسپال اشاره کرد.
وی همچنین در تیم ملی فوتبال زیر ۲۰ سال ایتالیا بازی کرده‌است.